# Клара Мария Померанская
Клара Мария Померанская (нем. Klara Maria von Pommern; 10 июля 1574, Францбург — 19 февраля 1623, Хитцаккер) — принцесса из Померанского дома, в замужестве последовательно герцогиня Мекленбург-Шверинская и Брауншвейг-Вольфенбюттельская.

## Биография
Клара Мария — второй ребёнок и старшая дочь в семье герцога Богуслава XIII Померанского и его супруги Клары Брауншвейг-Люнебургской.
7 октября 1593 года в Барте Клара Мария вышла замуж за герцога Сигизмунда Августа Мекленбургского, младшего сына герцога Иоганна Альбрехта I, лишённого отцом прав наследования в герцогстве за свой «дурной» нрав. Супруги проживали в Ивенаке. Сигизмунд Август умер, не оставив потомства.
Во второй раз Клара Мария вышла замуж 13 декабря 1607 года в Штрелице за Августа Младшего, правителя Хитцаккера, сына Генриха Брауншвейг-Данненбергского. В этом браке Клара Мария родила двоих детей, которые не выжили: дочь в 1609 году и сына в 1610 году. Клара Мария умерла в 48 лет и была похоронена в городской церкви Данненберга. После смерти первой жены герцог Август женился ещё дважды.